# Sud de Santa Catarina
La région sud de Santa Catarina est l'une des six mésorégions de l'État de Santa Catarina. Elle regroupe 44 municipalités groupées en 3 microrégions. Elle recoupe la région géographique du « Sud » et, en partie, du « Littoral » de l'État.

## Données démographiques
La région comptait 925 177 habitants en 2010 pour 9 711 km2.

## Subdivisions
La mésorégion sud de Santa Catarina est subdivisée en 3 microrégions:
- Araranguá
- Criciúma
- Tubarão